# イーゴリ・ドブロヴォリスキー
イーゴリ・イヴァーノヴィチ・ドブロヴォリスキー（ロシア語: Игорь Иванович Добровольский - Igor Ivanovich Dobrovolski, 1967年8月27日 -）は、現ウクライナ・オデッサ州、マルコフカ出身の元サッカー選手、サッカー指導者。現役時代のポジションはウィング。

## 経歴

### クラブ
1967年、現ウクライナのオデッサ州にあるモルドバの国境に近いマルコフカ村(2001年の人口統計で304人)にて生まれ、ティラスポリにあるスポーツ・スクールでサッカーを始めた。1984年、17歳の時にFCニストル(現在のFCジンブル・キシナウ)でキャリアを始めると翌年に大活躍をして強豪のFCディナモ・キーウから招待を受けたがプレーする機会が限られるとの懸念から断る。PFC CSKAモスクワ、FCスパルタク・モスクワからもオファーがあったものの、最終的にFCディナモ・モスクワに移籍をした。
ディナモ・モスクワではチームの中心的な選手となり1990年にはソビエト年間最優秀サッカー選手に選出されるなどした。1990年12月、セリエA所属のジェノアCFCに4年契約で移籍をしたが直後にCDカステリョンにレンタル移籍をした。レンタル終了後にビッグクラブのレアル・マドリード他7つのクラブからオファーがあったがジェノアが拒否したために話は頓挫。リーグ戦では代表での怪我もあり出場する事はなく、スイスのセルヴェットFCにレンタル移籍をした。セルヴェットでは膝の怪我から回復して主力として試合に出場しチーム内でトップの15ゴールを挙げた。1992-1993シーズン、ジェノアに戻るが新指揮官のLuigi Maifredi(3ヵ月後に解任)の下では不遇な扱いを受けた。そんな折にフランスのオリンピック・マルセイユからオファーがあり迷う事なく移籍を決断。しかし、ドブロヴォリスキーの獲得を願ったのは監督のレイモン・ゲタルスではなく会長(当時)のベルナール・タピであった事が判明。監督の信頼を得るのは容易ではなく結局マルセイユでは8試合の出場に留まりディナモ・モスクワに復帰をした。慣れ親しんだディナモでは全体的に良好なシーズンを過ごし1994年にスペインのアトレティコ・マドリードに移籍をした。1994-1995シーズン終了後には契約延長を申し込むも、サンマリノ代表との試合中に負傷した事が影響して更新はされずにクラブを去る。退団した後はしばらく無所属であったが後にドイツのフォルトゥナ・デュッセルドルフに入団して1999年まで在籍をした。2005年、モルドバのチリグル-チラスにて現役引退をした。

### 代表
1986年3月26日、イングランド代表との試合でソビエト代表デビューを果たした。同年10月14日にノルウェー代表との試合でオリンピック代表デビューを飾った。1988年のソウルオリンピックでは20人の内の一人として選出され出場。得点王ロマーリオの7得点に次ぐ6得点を挙げ優勝に貢献をした。1994 FIFAワールドカップでは監督のパヴェル・サディリンとロシアサッカー連合に反旗を翻して大会をボイコットした。1998年8月19日に行われたスウェーデン戦がロシア代表としての最後の試合であった。ソビエト代表、CIS代表、ロシア代表合わせて、47試合に出場の10ゴールを挙げた。

### 指導者
引退後にチリグル-チラスで監督としてのキャリアを始めた。2006-2009にはモルドバ代表を率いた(2007年にモルドバ最優秀監督を受賞)。2010-2012まではFCダチヤ・キシナウで監督を務め、2010-2011シーズンには優勝を成し遂げた。